# Chimaeridae
Le Chimaeridae Rafinesque, 1815 sono una famiglia di pesci cartilaginei marini appartenente all'ordine dei Chimaeriformes.
Anche se sono pesci cartilaginei e non ossei, si sono separati dalla linea evolutiva di razze e squali circa 300 milioni di anni fa.
Apparsi sin dall'era dei dinosauri, appaiono tutt'oggi per nulla invariati, o almeno in una percentuale minima, nelle caratteristiche comportamentali e morfologiche.
Essendo animali molto difficili da trovare ed individuare, è difficile studiarli e sono per questo poco conosciuti.

## Descrizione
Sono un genere di pesci medio-grandi, hanno infatti una lunghezza che va dai 40 cm fino a raggiungere i 150 cm, a seconda della specie al quale appartengono.
Vengono chiamati "pesci dal naso a punta" (o "pesci coniglio") per la forma del loro naso, tozzo e arrotondato. Alcuni di essi vengo anche chiamati "pesci topo", perché presentano una lunga e sottile pinna caudale, appunto, simile alla coda di un topo.

## Habitat
Abitano le acque marine tropicali o temperate, ma comunque generalmente calde, di tutto il mondo. Vivono a grandi profondità, tanto che vengono definiti pesci abissali; tuttavia, alcune specie possono essere trovate anche a pochi metri dalla superficie del mare.

## Specie
Le Chimaeridae si suddividono in 44 specie accettate, raggruppate in due grandi generi:
- Genere Chimaera Linnaeus, 1758:
  - Chimaera monstrosa Linnaeus, 1758
  - Chimaera phantasma ("Chimera argentea " o d'argento) Jordan e Snyder, 1900
  - Chimaera jordani ("Chimera di Jordan") Tanaka, 1905
  - Chimaera cubana ("Chimera cubana") Howell-Rivero, 1936
  - Chimaera owstoni ("Chimera di Owston") Tanaka, 1905
  - Chimaera panthera ("Chimera leopardo") Didier, 1998
  - Chimaera lignaria ("Chimera di Carpenter") Didier, 2002
  - Chimaera argiloba ("Chimera pinna-bianca") Last, White e Pogonoski, 2008
  - Chimaera fulva ("Chimera del Sud") Didier, Last e White, 2008
  - Chimaera macrospina ("Chimera spinalunga") Didier, Last e White, 2008
  - Chimaera oscura ("Chimera spinacorta") Didier, Last e White, 2008
  - Chimaera bahamaensis ("Chimera" (o Squalo) "fantasma delle Bahamas") Kemper, Ebert, Didier e Compagno, 2010
  - Chimaera notafricana ("Chimera dalla mantellina") Kemper, Ebert, Didier e Compagno, 2010

- Genere Hydrolagus Gill, 1862:
  - Hydrolagus colliei ("Pesce coniglio maculato") Lay e Bennett, 1839
  - Hydrolagus affinis ("Pesce coniglio dagli occhi piccoli") Brito Capello, 1868
  - Hydrolagus ogilbyi ("Squalo fantasma di Ogilby") Waite, 1898
  - Hydrolagus mirabilis ("Pesce coniglio dai grandi occhi") Collett, 1904
  - Hydrolagus mitsukurii Jordan e Snyder, 1904
  - Hydrolagus purpurescens ("Chimera porpora") Gilbert, 1905
  - Hydrolagus waitei Fowler, 1907
  - Hydrolagus barbouri ("Chimera a nove macchie") Garman, 1908
  - Hydrolagus novaezealandiae ("Squalo fantasma scuro") Fowler, 1911
  - Hydrolagus deani ("Chimera filippina") Smith e Radcliffe, 1912
  - Hydrolagus africanus ("Chimera africana ") Gilchrist, 1922
  - Hydrolagus eidolon Jordan e Hubbs, 1925
  - Hydrolagus lemures Whitley, 1939
  - Hydrolagus alberti ("Chimera dell'abisso") Bigelow e Schroeder, 1951
  - Hydrolagus macrophthalmus ("Chimera dai grandi occhi") de Buen, 1959
  - Hydrolagus pallidus ("Chimera pallida") Hardy e Stehmann, 1990
  - Hydrolagus bemisi ("Squalo fantasma pallido") Didier, 2002
  - Hydrolagus trolli ("Chimera troll") Didier e Séret, 2002
  - Hydrolagus lusitanicus ("Pesce coniglio portoghese") Moura, Figueiredo, Bordalo-Machado, Almeida e Gordo, 2005
  - Hydrolagus alphus Quaranta, Didier, Long e Ebert, 2006
  - Hydrolagus matallanasi ("Pesce coniglio a strisce") Soto e Vooren, 2004
  - Hydrolagus mccoskeri ("Chimera delle Galápagos") Barnett, Didier, Long e Ebert, 2006
  - Hydrolagus homonycteris ("Squalo fantasma nero") Didier, 2008
  - Hydrolagus marmoratus ("Squalo fantasma marmorizzato") Didier, 2008
  - Hydrolagus melanophasma ("Squalo fantasma del Pacifico orientale") James, Ebert, Long e Didier, 2009